# Sclerocarpus
Sclerocarpus, biljni rod iz porodice glavočika (Compositae) smješten u podtribus Helianthinae, dio tribusa Heliantheae.
Rod Sclerocarpus porijeklom je iz Novog svijeta (8 vrsta) i jedna; iz Starog svijeta. Obuhvaća jednogodišnje raslinje i trajnice. Na eng. jeziku poznat je kao “bonebract”

## Vrste
1. Sclerocarpus africanus Jacq.
2. Sclerocarpus baranguillae (Spreng.) S.F.Blake
3. Sclerocarpus divaricatus (Benth.) Benth. & Hook.f. ex Hemsl.
4. Sclerocarpus multifidus Greenm.
5. Sclerocarpus papposus (Greenm.) Feddema
6. Sclerocarpus phyllocephalus S.F.Blake
7. Sclerocarpus sessilifolius Greenm.
8. Sclerocarpus spathulatus Rose
9. Sclerocarpus uniserialis (Hook.) Benth. & Hook.f. ex Hemsl.

## Sinonimi
- Dichotoma Sch.Bip.; Pl. Moritz. ex Benth. & Hook.f. Gen. 2: 364 (1873)